# دون بي مون
دون بي مون (بالإنجليزية: Don P. Moon)‏ هو ضابط أمريكي، ولد في 18 أبريل 1894 في كوكومو في الولايات المتحدة، وتوفي في 5 أغسطس 1944.